# Liphanthus quadrifasciatus
Liphanthus quadrifasciatus là một loài Hymenoptera trong họ Andrenidae. Loài này được Toro mô tả khoa học năm 1989.